# Gustav Hügel
Gustav Hügel (1º gennaio 1871 – 1953) è stato un pattinatore artistico su ghiaccio austriaco.

## Palmarès
| Evento              | 1892 | 1893 | 1894 | 1895 | 1896 | 1897 | 1898 | 1899 | 1900 | 1901 |
| ------------------- | ---- | ---- | ---- | ---- | ---- | ---- | ---- | ---- | ---- | ---- |
| Campionati mondiali |      |      |      |      | 2°   | 1°   | 2°   | 1°   | 1°   |      |
| Campionati europei  | 6°   |      | 2°   | 2°   |      |      |      | 2°   | 2°   | 1°   |
| Campionati tedeschi |      |      | 1°   | 2°   |      |      |      |      |      |      |